# Białobrzegi (gromada w powiecie białobrzeskim, 1969–1972)
Białobrzegi – dawna gromada, czyli najmniejsza jednostka podziału terytorialnego Polskiej Rzeczypospolitej Ludowej w latach 1954–1972.
Gromady, z gromadzkimi radami narodowymi (GRN) jako organami władzy najniższego stopnia na wsi, funkcjonowały od reformy reorganizującej administrację wiejską przeprowadzonej jesienią 1954 do momentu ich zniesienia z dniem 1 stycznia 1973, tym samym wypierając organizację gminną w latach 1954–1972.
Gromadę Białobrzegi z siedzibą GRN z siedzibą GRN w mieście Białobrzegi (nie wchodzącym w jej skład) utworzono 1 stycznia 1969 w powiecie białobrzeskim w woj. kieleckim z obszaru zniesionych gromad Sucha i Szczyty; równocześnie do gromady Białobrzegi przyłączono wsie Korzeń, Witaszyn, Jasionna i Klamy ze zniesionej gromady Witaszyn.
Gromada przetrwała do końca 1972 roku, czyli do kolejnej reformy gminnej. 1 stycznia 1973 w powiecie białobrzeskim reaktywowano zniesioną w 1954 roku gminę Białobrzegi (do 1954 gmina Białobrzegi była w powiecie radomskim).
Uwaga: Gromada Białobrzegi (o innym składzie) istniała również w latach 1954–57 w powiecie radomskim i białobrzeskim.